# Блюммер Леонід Петрович
Блюммер Леонід Петрович — (*6 січня 1841 — †1888) — російський журналіст, письменник і видавець. Студентом Петербурзького університету (за іншими даними — юридичного факультету Московського університету) брав участь в російському визвольному русі кінця 1850-их рр.
Переклав твори Тараса Шевченка «Доля» (журнал «Светоч», 1860, № 4) та «Іван Підкова» (журнал «Семейный круг», 1860, № 22). Під псевдонімом Крутоярчкенко опублікував схвальну рецензію на «Кобзар» 1860 (журнал «Семейный круг», 1860, № 8).
Виїхав закордон, видавав революційний журнал «Свободное Слово» (у Берліні та Брюсселі), газету «Весть» (в Берлині), газету «Европеец» (в Дрездені). У 1865 році повернувся до Російської імперії та був засуджений до 10 років каторги. Втім лише декілька років прожив під наглядом поліції в Сибіру. З 1870-х років працював адвокатом у Саратові. У 1884 році видавав у Саратові газету «Волга».

## Твори
- Роман «Около золота» («Заря», 1871; изд. отдельно под загл. «На Алтае», СПб., 1886)
- Збірка оповідань «Без следа» (1887).
- Брошура «Хохлацки спивки» (під псевдонімом Крутоярченко) (1857)
- Брошура «Чему могут служить лубочные картинки»? (1857).